# Meredith Deane
Meredith Deane (* 9. August 1989 in New York City, New York) ist eine US-amerikanische Schauspielerin. Bekannt wurde sie durch ihre Rolle in der Fernsehserie Noch mal mit Gefühl (1999–2002).

## Leben
Meredith Deane wurde im August 1989 in der Großstadt New York City geboren. Ihre erste Rolle hatte sie im Alter von zehn Jahren als Cousine Gina in der Komödie Giving It Up. Ebenfalls 1999 wurde sie als Zoe, der neunjährige Tochter von Elizabeth „Lily“ Manning (Sela Ward), für die Dramaserie Noch mal mit Gefühl gecastet. Diese Rolle spielte sie von 1999 bis zum Serienende 2002 und brachte ihr nicht nur größere Bekanntheit, sondern 2001 auch zusammen mit Evan Rachel Wood und Julia Whelan einen Young Artist Award in der Kategorie Herausragende Besetzung in einer Fernsehserie. 2000 hatte sie eine kleine Nebenrolle als junge Version von Lily (Elizabeth Perkins) im Filmdrama 28 Tage inne. Danach nahm sie eine Auszeit von der Schauspielerei und konzentrierte sich auf die Schule. So besuchte sie zunächst die Dalton School an der New Yorker Upper East Side, die sie 2007 abschloss. Zuvor hatte sie 2006 ihren bisher letzten Auftritt in Form einer Gastrolle in der beliebten Krimiserie Law & Order. Nach ihrem Abschluss war sie ein Freshman an der Boston University und wechselte dann zur University of Southern California in Los Angeles.

## Filmografie
- 1999: Giving It Up
- 1999–2002: Noch mal mit Gefühl (Once and Again, Fernsehserie, 60 Episoden)
- 2000: 28 Tage (28 Days)
- 2006: Law & Order (Fernsehserie, Episode 17x06)
- 2009: War-Torn (Kurzfilm)